# Aterro do Caximba
Aterro do Caximba foi o aterro sanitário que recebia os resíduos de Curitiba e sua região metropolitana. Situa-se a 23 Km do centro da cidade, no bairro do Caximba, localizado entre os municípios de Araucária e Fazenda Rio Grande. A área total do Aterro Sanitario é de 410 mil m², sendo que a área destinada à disposição de lixo é de 237 mil m². O aterro recebe resíduos de catorze municípios da Região Metropolitana: Almirante Tamandaré, Araucária, Campina Grande do Sul, Campo Largo, Campo Magro, Colombo, Contenda, Fazenda Rio Grande, Itaperuçu, Pinhais, Piraquara, São José dos Pinhais, Mandirituba e Quatro Barras.
Tem capacidade aproximada de de 3 239 500 toneladas. O solo do local é impermeabilizado com geomembrana de PVC com geotêxtil e geomembrana de PEAD, recoberto com uma camada de cinquenta cm de argila compactada. Sobre as argilas, há um sistemas de dutos perfurados que captam os líquidos (o chamado chorume) e os gases; o chorume é enviado a um sistema de tratamento e os gases são queimados.

## Estação de tratamento
O chorume captado é e uma bacia de plástico onde retêm-se os metais pesados. Depois é deixado em uma barreira anaeróbica, a qual as bactérias atacam as partes orgânicas. Após o sistema, até 90% da gordura é eliminada, e é despejada nos sacos plásticos, porém já não causam mais danos, devido a baixa carga orgânica dos resíduos…

## Atualidade
Recebe em média 14,4 mil toneladas de resíduos diariamente, e até maio de 2004 já havia recebido 487 milhões de toneladas de lixo. Em maio de 2004, houve falta de espaço no aterro, impedindo que os caminhões depositassem os lixos, fazendo com que a prefeitura construísse com urgência um anexo no aterro de 51 mil m², o que promove capacidade para mais quatro anos.
A prefeitura de Curitiba atualmente está obrigando as grandes empresas e os principais responsáveis a realizar projetos para a diminuição da emissão de lixo em conjunto com faculdades da região. O aterro da Caximba foi desativado no final do ano de 2010.